# دينا إيستوود
دينا إيستوود (بالإنجليزية: Dina Eastwood) هي صحفية وممثلة أمريكية، ولدت في 11 يونيو 1965 في الولايات المتحدة.

## أعمال

### أفلام
- (2012) المزور

## وصلات خارجية
- دينا إيستوود على موقع IMDb (الإنجليزية)
- دينا إيستوود على موقع ميوزك برينز (الإنجليزية)
- دينا إيستوود على موقع قاعدة بيانات الفيلم (الإنجليزية)